# Nacionalni park Biogradska gora
Nacionalni park Biogradska gora je osnovan 1952. godine. Smješten u prostoru sjeveroistočne Crne Gore, između rijeka Tare i Lima, u središnjem dijelu planine Bjelasice, zahvata površinu od 5 650 hektara.
Omeđen planinskim visovima, ispresjecan potocima i uvalama, ukrašen jezerima, okićen stoljetnim šumama i pitomim livadama, predstavlja veličanstven dar prirode.
Njegova zaštita datira još od 1878. godine, kada je ova teritorij postao Knjažev zabran, poklon ondašnjem gospodaru Crne Gore knjazu Nikoli. Pejzaž je izuzetno pitom, s dominantnom zelenom bojom zbog prostranstava jedinstvenih šumskih ekosustava, koje smjenjuju živopisni krajolici s livadskom vegetacijom.
Glacijalni oblici reljefa kao što su vrhovi visoki i preko 2000 metara (Crna glava – 2139 m) i glečerski valovi i cirkovi, s više glečerskih jezera.
Najznačajnija prirodna vrijednost ovog nacionalnog parka je prašuma Biogradska gora, koja zauzima površinu od 1 600 hektara i jedna je od posljednjih triju u Europi. Ima karakter strogo zaštićenog rezervata.
U srcu prašume smjestilo se Biogradsko jezero, najveće i najpoznatije u nizu ledničkih jezera na području nacionalnog parka. U bistroj jezerskoj vodi ogleda se sva ljepota drevne šume dajući joj modro-zelenu boju i čineći pejzaž takvim da ostavlja utisak duboke impresije.
Znamenitosti prašumskog rezervata, ostale prirodne vrijednosti i pejzažne ljepote nacionalnog parka kandiziraju ovo područje za uključenje u Svjetsku prirodnu baštinu i međunarodni ekološki program Čovjek i biosfera.
Povijest je na ovim prostorima ostavila duboke tragove. Kulturno-povijesna nasleđa nacionalnog parka čine arheološki lokaliteti, sakralni spomenici, narodno graditeljstvo. Brojni autohtoni objekti narodne arhitekture u selima i katunima, kuće, brvnare, kule, vodenice rasuti su po obodu prašumskog rezervata planine Bjelasice.
Vrlo slikovito i atraktivno djeluju katuni Pešica rupe, Vranjak, Siska, Vragodo. Ljeti padine ožive, katuni se ispune, a proplanci zaspu zvucima čaktara.

## Galerija
- prašuma
- lokvanji u prašumi
- Biogradsko jezero
- Biogradsko jezero
- Biogradsko jezero
- Bjelasica
- ‎Bjelasica
- ‎Bjelasica
- Uređene pješačke staze
- Biciklistička staza
- Edukativne table duž staze – životinje u parku
- Edukativne table duž staze – ribe u jezeru

## Vanjske poveznice
- Službena stranica  Arhivirana inačica izvorne stranice od 24. listopada 2006. (Wayback Machine)